# Mouriés
Mouriés, en grec moderne : Μουριές, est un village et un ancien dème de Macédoine-Centrale en Grèce. Depuis 2010, il fait partie du dème de Kilkís.
Selon le recensement de 2011, la population du dème compte 2 725 habitants tandis que celle du village s'élève à 555 habitants.